# Szuperképesség
A szuperképesség vagy különleges képesség főképpen a szuperhős-képregényekben használatos fogalom. Arra utal, hogy a kitalált szereplő, aki ezeket birtokolja, olyan képességgel, adottsággal rendelkezik, mely a közönséges emberi lények fölé emeli valamilyen téren. Ez a képesség lehet fizikai, szellemi, vagy bármi más, aminek csak az író fantáziája szab határt.

## Általánosságban
A szuperképességek az esetek túlnyomó többségében az azokat birtokló javára válnak és segítik őt célja elérésben, legyen az jó vagy rossz szándékú (a világ megmentése vagy elpusztítása). Ha az őket birtokló egyén nem képes megfelelően irányítani azokat, könnyen ön- és közveszélyessé válhatnak.
Léteznek azonban, főleg a szuperhős-paródiákban, olyan jellegű képességek, melyek teljesen hasznavehetetlenek vagy jelentéktelenek. Ilyen képességgel bír például a Mystery Men – Különleges hősök című film egyik szereplője, a Szfinx is, akinek ereje abból áll, hogy rettentően rejtélyes egyén.

## A szuperképesség eredete
A szuperképességek eredettörténetei csaknem olyan gazdagok mint maguk a képességek fajtái, léteznek azonban elterjedt sablonok, melyek igen közkedveltek az írók köreiben.

### Veleszületett genetikai adottság

#### Mutáció
A szuperképesség az azt birtokló genetikai adottságai közé tartozik, éppúgy, mint szeme vagy haja színe. Ez a képesség általában a természetes emberi evolúció folyamán alakulnak ki, mutáció révén.
Ez a fajta eredetmagyarázat igen kedvelt a Marvel Comics képregényeiben, ahol számos, kizárólag ilyen fajta képességekkel rendelkező mutáns-csapat jött létre; így az X-Men és az Új Mutánsok. A Marvel mutánsainak képességei általában a kamaszkor környékén válnak aktívvá.
A Hősök című sci-fi televíziós sorozat is hasonló témával foglalkozik, és sokat merített a Marvel képregényeiből.

#### Természetes adottság
A szuperképességeket birtokló lény nem ember, és az ő fajtája számára ezek teljesen normális és átlagos képességek. A DC Comics szereplői közül ilyen lények a Marsbéli Vadász, Csillagtűz, valamint a talán legismertebb földönkívüli szuperhős, Superman.

### Baleset vagy kísérlet következtében módosult genetika
A szuperképességek az azt birtokló egyén genetikájából adódnak, ám ezek nem a természetes evolúció következtében alakultak ki, hanem valamilyen baleset, vagy éppen az adott képességek előidézését célzó kísérlet eredményeként jöttek létre.
Ilyen mutáció következett be Peter Parker esetében is, aki egy laboratóriumi pók harapásától vált Pókemberré.

### Mágikus jellegű képességek
A mágikus jellegű szuperképességeket birtokló egyének ezeket az erőket általában tanulás útján, vagy valamilyen mágikus jellegű tárgy birtoklása következtében sajátították el. A Marvel képregényeiben ilyen karakter az egykori sebész, Doktor Strange, a Csodadoktor.

### Technika igénybevételével
Szuperképességre technika segítségével is szert tehetnek a képregényszereplők. Ez lehet akár csak egy gyűrű is, mint a DC Zöld Lámpása esetében, vagy egy egész testpáncél, ahogyan a Marvel Vasember felszerelte magát.